# ردينغ (كاليفورنيا)
ردينغ هي مقر المقاطعة في مقاطعة شاستا ويمر بها نهر ساكرامينتو وكذلك خط السريع عابر الولايات 5.

## التركيبة السكانية
حدّد مكتب تعداد الولايات المتحدة بيانات التركيبة السكانية لردينغ في تعداد الولايات المتحدة. في ما يلي، التركيبة السكانية حسب تعدادي 2000 و2010.

### تعداد عام 2000
بلغ عدد سكان ردينغ 80,865 نسمة بحسب تعداد عام 2000، وبلغ عدد الأسر 32,103 أسرة وعدد العائلات 20,994 عائلة مقيمة في المدينة. في حين سجلت الكثافة السكانية 510.4 نسمة لكل كيلومتر مربع (1,321.9/ميل2). وبلغ عدد الوحدات السكنية 33,802 وحدة بمتوسط كثافة قدره 213.3 لكل كيلومتر مربع (552.4/ميل2).
وتوزع التركيب العرقي للمدينة بنسبة 88.70% من البيض و1.05% من الأمريكيين الأفارقة و2.23% من الأمريكيين الأصليين و2.95% من الأمريكيين ذوي الأصول الآسيوية و0.12% من سكان جزر المحيط الهادئ و1.64% من الأعراق الأخرى و3.32% من عرقين مختلطين أو أكثر و5.43% من الهسبانيون أو اللاتينيون من أي عرق.
بلغ عدد الأسر 32,103 أسرة كانت نسبة 34.8% منها لديها أطفال تحت سن الثامنة عشر تعيش معهم، وبلغت نسبة الأزواج القاطنين مع بعضهم البعض 48.1% من أصل المجموع الكلي للأسر، ونسبة 13% من الأسر كان لديها معيلات من الإناث دون وجود شريك، بينما كانت نسبة 4.3% من الأسر لديها معيلون من الذكور دون وجود شريكة وكانت نسبة 34.6% من غير العائلات. تألفت نسبة 27.6% من أصل جميع الأسر من عدة أفراد يعيشون في نفس المنزل ونسبة 11.4% كانت تتألف من شخص يعيش بمفرده يبلغ من العمر 65 عاماً أو أكثر. وبلغ متوسط حجم الأسرة المعيشية 2.44، أما متوسط حجم العائلات فبلغ 2.97.
بلغ العمر الوسطي للسكان 36.7 عاماً. وكانت نسبة 25.9% من القاطنين تحت سن الثامنة عشر، وكانت نسبة 8.9% بين الثامنة عشر والرابعة والعشرين عاماً، ونسبة 25.8% كانت واقعةً في الفئة العمرية ما بين الخامسة والعشرين والرابعة والأربعين عاماً، ونسبة 21.9% كانت ما بين الخامسة والأربعين والرابعة والستين، ونسبة 14.6% كانت ضمن فئة الخامسة والستين عاماً فما فوق. يوجد لكل 100 أنثى 92.3 ذكر، ويوجد لكل 100 أنثى في الثامنة عشر من عمرها فما فوق 87.8 ذكر.
بلغ متوسط دخل الأسرة في المدينة 34,194 دولارًا، أما متوسط دخل العائلة فبلغ 41,164 دولارًا. وكان متوسط دخل الذكور 35,985 دولارًا مقابل 24,652 دولارًا للإناث. وسجل دخل الفرد الخاص بالمدينة 18,207 دولارًا. وكانت نسبة 11.3% من العائلات ونسبة 15.6% من السكان تحت خط الفقر، وكان من هؤلاء نسبة 22.1% تحت سن الثامنة عشر ونسبة 7.5% في الخامسة والستين من العمر وما فوق.

### تعداد عام 2010
بلغ عدد سكان ردينغ 89,861 نسمة بحسب تعداد عام 2010، وبلغ عدد الأسر 36,130 أسرة وعدد العائلات 22,791 عائلة مقيمة في المدينة. في حين سجلت الكثافة السكانية 567.2 نسمة لكل كيلومتر مربع (1,469.0/ميل2). وبلغ عدد الوحدات السكنية 38,679 وحدة بمتوسط كثافة قدره 244.1 لكل كيلومتر مربع (632.2/ميل2).
وتوزع التركيب العرقي للمدينة بنسبة 85.82% من البيض و1.22% من الأمريكيين الأفارقة و2.26% من الأمريكيين الأصليين و3.38% من الأمريكيين ذوي الأصول الآسيوية و0.17% من سكان جزر المحيط الهادئ و2.57% من الأعراق الأخرى و4.59% من عرقين مختلطين أو أكثر و8.67% من الهسبانيون أو اللاتينيون من أي عرق.
بلغ عدد الأسر 36,130 أسرة كانت نسبة 30.5% منها لديها أطفال تحت سن الثامنة عشر تعيش معهم، وبلغت نسبة الأزواج القاطنين مع بعضهم البعض 44.3% من أصل المجموع الكلي للأسر، ونسبة 13.3% من الأسر كان لديها معيلات من الإناث دون وجود شريك، بينما كانت نسبة 5.5% من الأسر لديها معيلون من الذكور دون وجود شريكة وكانت نسبة 36.9% من غير العائلات. تألفت نسبة 28.6% من أصل جميع الأسر من عدة أفراد يعيشون في نفس المنزل ونسبة 12.8% كانت تتألف من شخص يعيش بمفرده يبلغ من العمر 65 عاماً أو أكثر. وبلغ متوسط حجم الأسرة المعيشية 2.43، أما متوسط حجم العائلات فبلغ 2.94.
بلغ العمر الوسطي للسكان 38.5 عاماً. وكانت نسبة 22.8% من القاطنين تحت سن الثامنة عشر، وكانت نسبة 10.5% بين الثامنة عشر والرابعة والعشرين عاماً، ونسبة 24.2% كانت واقعةً في الفئة العمرية ما بين الخامسة والعشرين والرابعة والأربعين عاماً، ونسبة 26.1% كانت ما بين الخامسة والأربعين والرابعة والستين، ونسبة 16.4% كانت ضمن فئة الخامسة والستين عاماً فما فوق. وتوزع التركيب الجنسي للسكان بنسبة 48.4% ذكور و51.6% إناث.

## المناخ
يظهر الجدول التالي التغييرات المناخية على مدار السنة لردينغ:
| البيانات المناخية لـردينغ         | البيانات المناخية لـردينغ | البيانات المناخية لـردينغ | البيانات المناخية لـردينغ | البيانات المناخية لـردينغ | البيانات المناخية لـردينغ | البيانات المناخية لـردينغ | البيانات المناخية لـردينغ | البيانات المناخية لـردينغ | البيانات المناخية لـردينغ | البيانات المناخية لـردينغ | البيانات المناخية لـردينغ | البيانات المناخية لـردينغ | البيانات المناخية لـردينغ |
| الشهر                             | يناير                     | فبراير                    | مارس                      | أبريل                     | مايو                      | يونيو                     | يوليو                     | أغسطس                     | سبتمبر                    | أكتوبر                    | نوفمبر                    | ديسمبر                    | المعدل السنوي             |
| --------------------------------- | ------------------------- | ------------------------- | ------------------------- | ------------------------- | ------------------------- | ------------------------- | ------------------------- | ------------------------- | ------------------------- | ------------------------- | ------------------------- | ------------------------- | ------------------------- |
| الدرجة القصوى °ف (°م)             | 80 (27)                   | 83 (28)                   | 88 (31)                   | 96 (36)                   | 106 (41)                  | 117 (47)                  | 118 (48)                  | 115 (46)                  | 116 (47)                  | 105 (41)                  | 88 (31)                   | 78 (26)                   | 118 (48)                  |
| متوسط درجة الحرارة الكبرى °ف (°م) | 55.0 (12.8)               | 59.7 (15.4)               | 64.5 (18.1)               | 70.5 (21.4)               | 80.8 (27.1)               | 90.2 (32.3)               | 98.4 (36.9)               | 96.6 (35.9)               | 90.4 (32.4)               | 77.8 (25.4)               | 62.5 (16.9)               | 54.5 (12.5)               | 75.1 (23.9)               |
| المتوسط اليومي °ف (°م)            | 45.7 (7.6)                | 49.5 (9.7)                | 53.7 (12.1)               | 58.3 (14.6)               | 67.3 (19.6)               | 75.9 (24.4)               | 82.2 (27.9)               | 79.8 (26.6)               | 74.1 (23.4)               | 63.6 (17.6)               | 51.7 (10.9)               | 45.4 (7.4)                | 62.3 (16.8)               |
| متوسط درجة الحرارة الصغرى °ف (°م) | 36.5 (2.5)                | 39.3 (4.1)                | 42.9 (6.1)                | 46.1 (7.8)                | 53.8 (12.1)               | 61.6 (16.4)               | 66.0 (18.9)               | 63.0 (17.2)               | 57.7 (14.3)               | 49.4 (9.7)                | 40.9 (4.9)                | 36.3 (2.4)                | 49.2 (9.6)                |
| أدنى درجة حرارة °ف (°م)           | 16 (−9)                   | 21 (−6)                   | 28 (−2)                   | 28 (−2)                   | 34 (1)                    | 42 (6)                    | 53 (12)                   | 50 (10)                   | 40 (4)                    | 33 (1)                    | 22 (−6)                   | 16 (−9)                   | 16 (−9)                   |
| الهطول إنش (مم)                   | 5.96 (151)                | 5.51 (140)                | 4.37 (111)                | 2.48 (63)                 | 1.85 (47)                 | 0.69 (18)                 | 0.09 (2.3)                | 0.18 (4.6)                | 0.64 (16)                 | 2.10 (53)                 | 4.48 (114)                | 6.27 (159)                | 34.62 (878.9)             |
| متوسط تساقط الثلوج إنش (سم)       | 1.4 (3.6)                 | 0.6 (1.5)                 | 0.2 (0.51)                | 0 (0)                     | 0 (0)                     | 0 (0)                     | 0 (0)                     | 0 (0)                     | 0 (0)                     | 0 (0)                     | 0.1 (0.25)                | 3.2 (8.1)                 | 5.5 (13.96)               |
| متوسط أيام هطول الأمطار           | 13.1                      | 8.7                       | 12.3                      | 7.9                       | 7.2                       | 4.0                       | 0.6                       | 0.9                       | 2.1                       | 4.1                       | 6.8                       | 10.2                      | 77.9                      |
| ساعات سطوع الشمس الشهرية          | 226                       | 256                       | 312                       | 351                       | 395                       | 423                       | 451                       | 421                       | 338                       | 314                       | 251                       | 204                       | 3٬942                     |
| المصدر:                           |                           |                           |                           |                           |                           |                           |                           |                           |                           |                           |                           |                           |                           |

## أعلام
- دي جاي سيلي
- تشارلز غيرهارد
- لاري برينك
- غونار سوندمان
- براين ساندوفال
- فرانشيسكا ايستوود
- جون دواغ
- كيفن شارب
- ليون دونوهيو
- ميغان رابينو